# Flugplatz Zweisimmen

i7
i11
i13
Der Flugplatz Zweisimmen (ICAO-Code LSTZ) ist ein privater Flugplatz bei Zweisimmen im Schweizer Kanton Bern.
Der Flugplatz wurde im Zweiten Weltkrieg als Reduitflugplatz erstellt und bis in die 1990er Jahre als Militärflugplatz genutzt. Seit 2011 gehört er einer zivilen Genossenschaft.